# Берлинський дендропарк
Берлинський дендропарк — державний дендрологічний парк в Україні.

## Розташування
Розташований у західній частині села Берлин Золочівського району Львівської області, неподалік від автошляху Шептицький — Броди (Т-14-10).

## Історія
Утворено в 1972 році з площею 4,7га, згодом парк був розширений до 6,8га.
На території парку висаджено 280 дерев та кущів, серед них — 70 видів і форм деревно-чагарникових порід. Це породи, які поширені в Північній Америці, Монголії, Китаї, Японії, Кавказі та інших регіонах.

## Сучасність
Дендропарк дає можливість лісникам Бродівщини спостерігати за тим, як поводять себе інтродуценти в даних умовах, і які з них можна використати для покращення продуктивності лісів.
На території дендропарку постійно проводять моніторинг студенти та науковці Національного лісотехнічного університету України. Парк є улюбленим місцем відпочинку місцевого населення. Кожного року лісники проводять екскурсії для школярів, а для лісничих навчальних закладів практичні заняття з розпізнавання флори. Протягом останніх років працівниками Берлинського лісництва проводиться активне доповнення дендропарку.
Дендропарк має наукове, господарське та ландшафтно-естетичне значення.

## Галерея

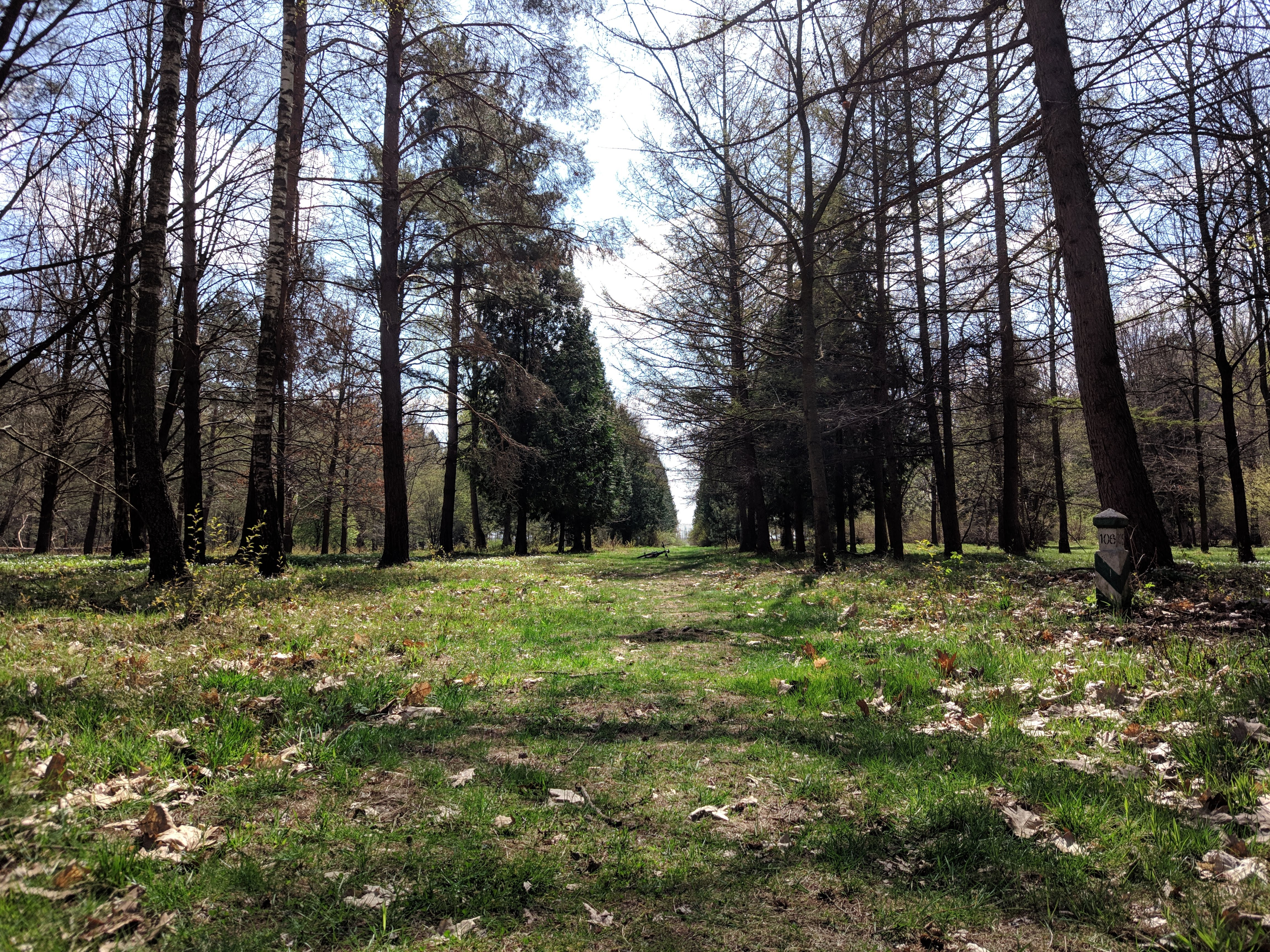
Головна алея парку
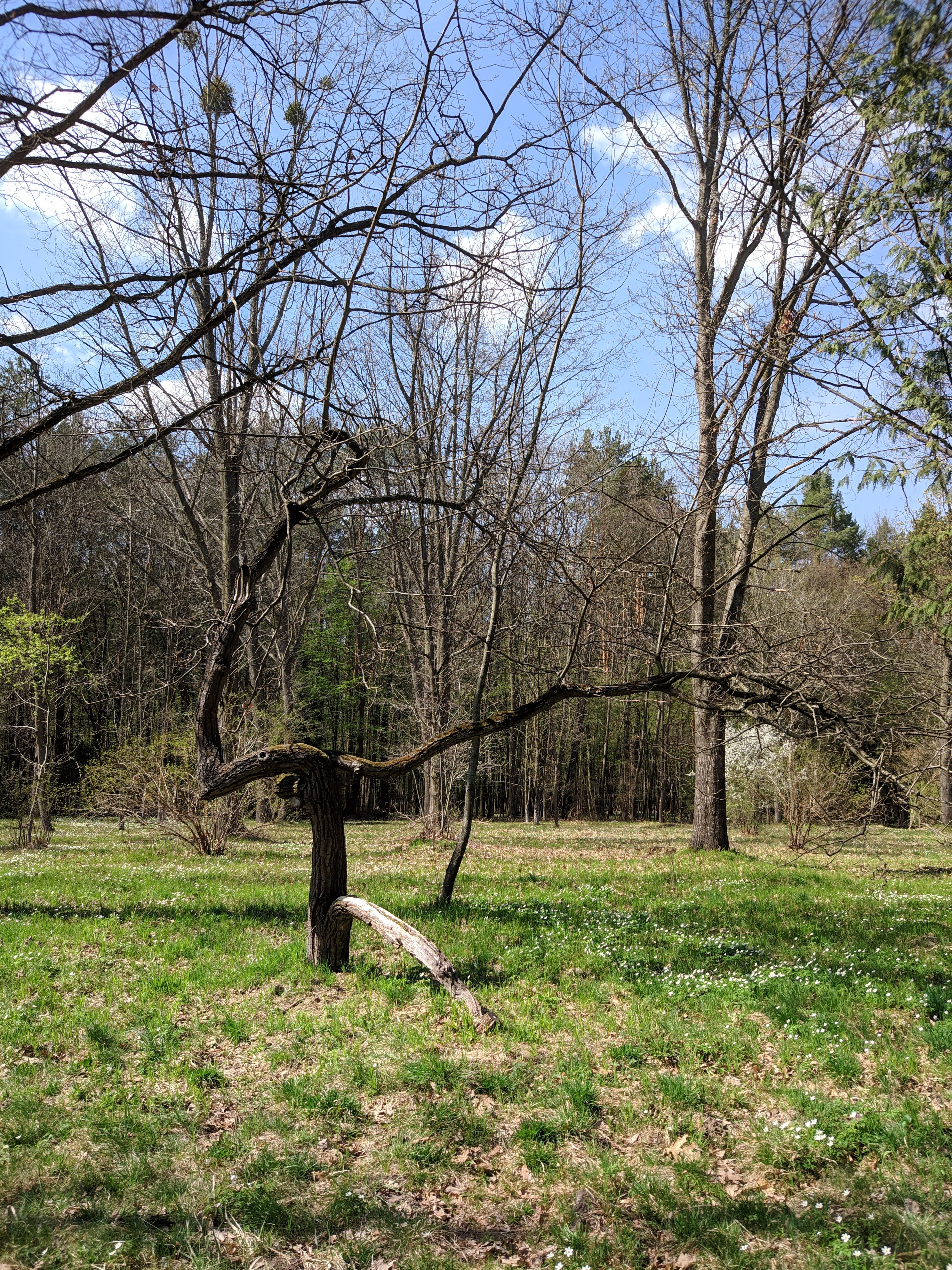
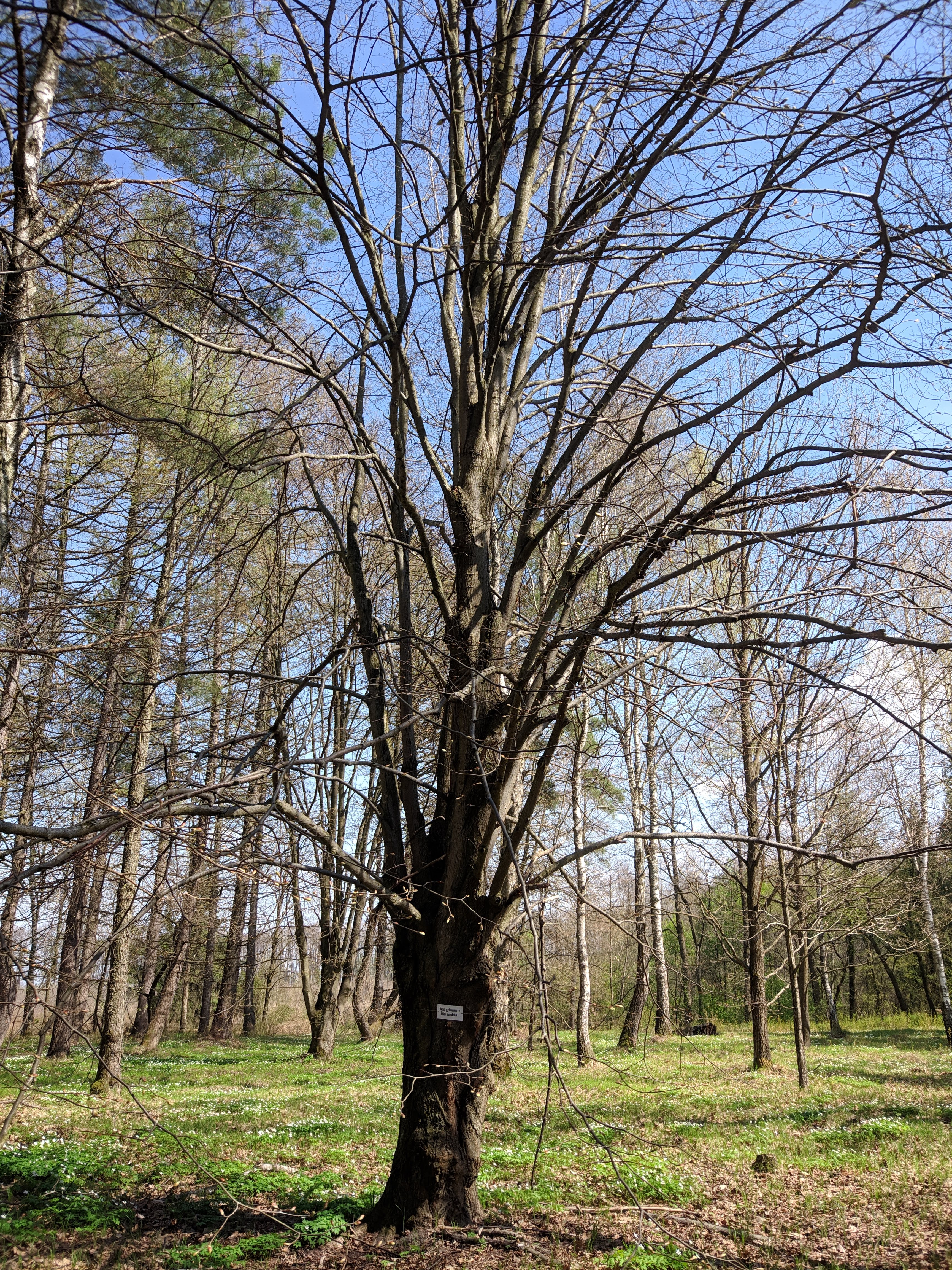
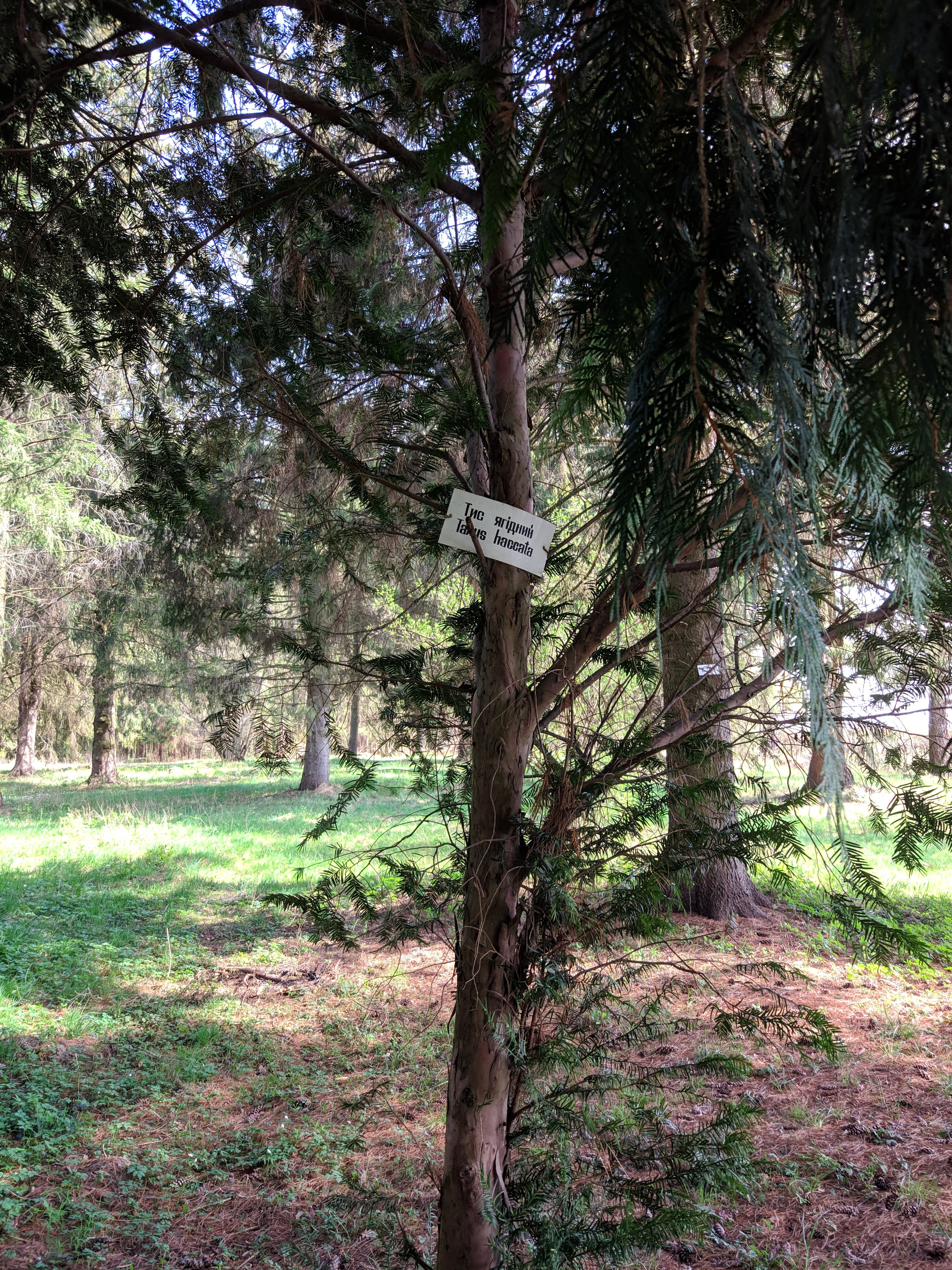
Тис ягідний